# 須崎公園
須崎公園（すさきこうえん）は、福岡県福岡市中央区天神5-2にある公園。

## 概要
福岡市の都心に近い公園で、福岡県立美術館、福岡市民ホールが隣接している。野外音楽堂では昭和40年代に多くのミュージシャンが演奏を行ったとされており、現在でも博多どんたくの際にコスプレイベントが行われる等活用されている。
市民会館と合わせて再開発する計画が進んでおり、現在の公園に拠点文化施設を建設して現在の市民会館側に公園を整備する予定になっている。

## 歴史

### 第二次世界大戦前
須崎公園は1863年(文久3年)10月に完成した洲崎の台場があった場所にある。この用地は1919年(大正8年)まで監獄として使われていたものを県の斡旋で市が公園用地として譲り受け、通称須崎裏グラウンドとして使用していた。一部は福岡県立女子専門学校として使われており、福岡女子大学になって1951年(昭和26年)に香椎に移転するまで使用していた。
1937年(昭和12年)に女子専門学校が火災に遭って大名(現在の新天町)に移転した際、福岡県が福岡市に女子専門学校跡地を公園用地として無償貸与する覚書を1942年(昭和17年)7月に交わしており、1943年(昭和18年)に都市計画公園に決定した。

### 第二次世界大戦後
第二次世界大戦後、グラウンドに福岡市が224戸の戦災者住宅を建てていたが、隣接する県有地等を買収して市営住宅を建設するなどして1956年(昭和31年)10月から1965年（昭和40年）8月までに立ち退きが完了した。
戦災復興記念事業の一環として1965年（昭和40年）から4年計画で須崎公園の整備が行われ、1967年（昭和42年）4月に500席の観覧席と照明設備、控室を備えた野外音楽堂が完成した。
公園の中心として計画された大噴水は明治百年記念事業の一環として広く市民に呼び掛けてデザインやアイデアを募った。その結果当時九州大学工学部建築学科の学生であった武田正義のアイデアが選ばれ、1968年（昭和43年）7月には噴水が完成した。直径25mの円形の水槽の中で9本のパイプと中央のセンターポールから水が噴き出すデザインで、市民が力を寄せ合って高い文化を目指している姿を現すデザインであった。
大噴水の完成により須崎公園の整備は完了し、同年7月19日に開園式を行った。
その後、1990年頃に改装が行われ、公衆トイレと野外音楽堂が改修されて北西部に広場が作られた。1993年頃には大噴水の周囲のパイプが撤去されている。

## 再整備計画
建て替え期を迎えた福岡市民会館を継承する施設を整備するため、福岡市は2012年（平成24年）3月に福岡市拠点文化施設基本構想を発表した。この基本構想に基づき、福岡市経済観光文化局は現在の須崎公園の場所に拠点文化施設を整備して現在の市民会館の場所に公園を整備する拠点文化施設基本計画を2016年（平成28年）6月に発表した。
その後2019年（平成31年）4月1日に入札公告を公表し、2020年(令和2年)1月28日に日本管財株式会社九州本部を代表企業とするグループが20,871,402,038円（税抜）で落札したと発表した。
当初は公園内の樹木約400本の大半を17本を残して伐採する計画であったが、地元住民らが保存を求める運動を起こした。そのため6月に住民説明会を開いて90本程度を残す計画を示したものの住民側の反発は治まらず、2021年(令和3年)8月2日に101 本の樹木を現在の場所でそのまま残し、その他の樹木も基本的に移植により残す方針を発表した。それを受けて8月3日に仮囲いが設置された。
その後、福岡市は一般社団法人福岡県樹木医会による調査結果を基に計画を作成。10月5日には397本の樹木のうち101本を現在の場所で、217本を移植により残し、移植困難な79本の樹木を公園のベンチ等に加工して活用する方針を発表した。
工事中の2023年2月時点では、2025年3月の予定の福岡市民会館代替の文化施設開館後、福岡市民会館跡地を再整備した公園開園は2027年3月予定とされる。計画変更および遅延により、整備費は2020年公募時の約209億円から約252億円へ大幅に増えている。